# 2008 год в телевидении
Список 2008 год в телевидении описывает события в мире телевидения, произошедшие в 2008 году.

## Январь
- 1 января —
  - На «Первом канале» вышла в эфир юмористическая программа «Большая разница»;
  - Телеканал «ТНТ» отмечал свой юбилей — 10 лет в эфире;
  - Начало вещания российского регионального телеканала города Славгорода «Траст».
- 5 января — Смена логотипа украинского телеканала «Тонис».
- 6 января — Начало вещания детского семейного образовательного телеканала «Радость моя»[1].
- 8 января — Итальянская телекомпания «Mediaset 1» запустила 8 новых телеканалов: «Premium Menu», «Premium Calcio», «Premium Calcio 1», «Premium Calcio 2», «Premium Calcio 3», «Premium Calcio 4», «Premium Calcio 5», «Premium Calcio 6» и «Premium Calcio 7».
- 10 января — Прекращение вещания телеканала «Спорт» в Екатеринбурге, он возобновил эфир во второй половине этого года.
- 19 января — На «Первом канале» вышла в эфир документальная программа Николая Дроздова «В мире людей».
- 28 января —
  - Начало вещания правового телеканала «Закон ТВ»[2];
  - Смена логотипа и графического оформления «ТВ-3». Появился слоган, позиционирующий телеканал как «настоящий мистический»;
  - Смена логотипа «2х2».

## Февраль
- 1 февраля — Начало вещания украинского телеканала о недвижимости «Real TV Estate».
- 7 февраля — Смена логотипов и графического оформления телеканалов холдинга «Клуб 100» — «Русский иллюзион», «Детский», «Zоопарк» и «Иллюзион+».
- 11 февраля — Вологодский телеканал «ТВ-7» и череповецкий «Канал 12»[3] отказались от совместного вещания с «СТС» и начали собственное вещание.
- 18 февраля — В России на «РЕН ТВ» состоялась премьера сериала «Сверхъестественное».
- 25 февраля — Смена графического оформления телеканала «Россия».

## Март
- 1 марта —
  - Смена логотипа и графического оформления российского «2х2»;
  - Смена логотипа и графического оформления телеканала «Домашний», логотип выглядел как кожаный овальный мячик, изменилось оформление и появились новые передачи;
- 3 марта — Смена логотипа и графического оформления российского музыкального телеканала «МУЗ-ТВ».
- 8 марта — Смена логотипа и графического оформления российского телеканала «Звезда».
- 11 марта — Начало вещания арабского телеканала «BBC Arabic Television».
- 17 марта —
  - Начало вещания украинского телеканала «ТВі»;
  - На СТС вышла премьера телесериала «Ранетки».
- 21 марта —
  - Начало вещания курдского спутникового телеканала «Науроз ТВ»;
  - Начало вещания назаровского телеканала «Пирамида-ТВ».
- 26 марта — Начало вещания российского регионального телеканала «Енисей-Информ ТВ» с сетевым партнёром красноярского «Енисея».
- 30 марта — Начало вещания новозеландского некоммерческого круглосуточного новостного и информационного телеканала «TVNZ News 24».
- 31 марта — Премьера сериала «Литейный» на «НТВ».

## Апрель
- 1 апреля — Телеканал «ТНТ» кардинально сменил графическое оформление.
- 2—4 апреля — Начало вещания интернет-канала «NATO TV».
- 7 апреля — Начало вещания «НТВК — 11 канала», сетевым партнёром которого стал телеканал «Домашний», на котором открылось местное вещание в виде информационного канала «Будни отменяются».
- 14 апреля — Начало вещания украинского информационного телеканала «ЧП.инфо».
- 19 апреля — Телеканал «IDB2» вернулся в эфир спустя 5 лет, не изменив логотип и оформления.
- 21 апреля —
  - На «СТС» вышел первый показ мультсериала «Клуб Винкс»;
  - Ребрендинг и смена графического оформления новостных телеканалов «BBC» («BBC News 24» и «BBC World News»), «BBC News 24» переименовался в «BBC News».
- 30 апреля — Прекращение вещания и закрытие саратовского телеканала «Телеком-ТВ».

## Май
- 5 мая —
  - Начало вещания международного информационного интернет-канала «Красное ТВ»;
  - Начало вещания украинского телеканала «Первый автомобильный»;
  - Смена логотипа и графического оформления украинского православного телеканала «КРТ»;
  - Смена логотипа красноярского телеканала «ТВК».
- 17 мая — На «Первом канале» вышел первый выпуск программы «Прожекторперисхилтон».
- 29 мая — Начало вещания на территории России международного телеканала «Universal Channel».
- 30 мая — Начало вещания на территории России международного телеканала «Sci-Fi Russia».
- 31 мая — Начало вещания городского общественно-политического телеканала «Арктик-ТВ» в Мурманске.

## Июнь
- 1 июня —
  - Начало вещания румынского телеканала, вещающего в формате высокой чёткости «TVR HD»;
  - Из региональных версий «ТНТ» исчезла полоска с названиями городов во многих регионах России.
- 7 июня — Начало вещания польского информационного телеканала «Polsat News».
- 12 июня — 
  - Смена оформления и переименование хабаровского телеканала «Губерния» в «Первое краевое телевидение».
  - Начало вещания «Елецкого телевидения» на 60-м дециметровом канале.
- 23 июня — Начало вещания российского юмористического телеканала «Comedy TV».

## Июль
- 1 июля —
  - Начало вещания белорусского телеканала «РТР-Беларусь»[4];
  - Начало вещания итальянской версии канала Disney Channel — «Disney Channel Italia»;
  - Начало вещания телеканала для всех жителей Астрахани «СТС-Астрахань».
- 10 июля — Смена логотипа российского «Пятого канала».
- 14 июля — Начало вещания итальянского телеканала «Rai 4».
- 28 июля —
  - На «Первом канале» вышло в эфир развлекательное ток-шоу об отношениях «Давай поженимся!»;
  - Начало вещания самарского телеканала «Самара-ГИС»;
  - Начало вещания частного македонского телеканала «А2».

## Август
- 6 августа — Начало вещания польского общественного телеканала в высоком качестве «TVP HD».
- 8 августа — 
  - Начало вещания словацкого спортивного телеканала «Trojka»;
  - Смена логотипа и графического оформления российского информационного телеканала «Вести», а также рубрики в межпрограммном пространстве «События».
- 11 августа — Начало вещания телеканала для всех жителей Йошкар-Олы «СТС-Ола-ТВ».
- 14 августа — Начало вещания французского телеканала «Girondins TV».
- 25 августа — Премьера сериала «Универ» на «ТНТ».
- 30 августа — Прекращение вещания телеканала для всех жителей Ростова-на-Дону «СТС-Южный регион».

## Сентябрь
- 1 сентября —
  - Начало тестового вещания украинского развлекательного телеканала «Куй-ТБ»;
  - Начало вещания болгарского спортивного телеканала «Sport7»;
  - Начало вещания на территории России и СНГ международного телеканала «TV1000 Action»;
  - Прекращение вещания екатеринбургской телекомпании «ЦТУ»;
  - Ребрендинг регионального московского телеканала «Столица Плюс» в «Доверие»;
  - Смена логотипа и графического оформления российского православного телеканала «Союз» и украинского «Первого национального канала» соответственно;
  - Смена графического оформления «10 канала».
  - Смена логотипа и графического оформления телеканала «ТелеНяня»;
  - Смена логотипа и графического оформления украинского телеканала «СТБ», под логотипом появился слоган «Ти вдома (с укр. — «Ты дома»)» и стал красного цвета;
  - Начало вещания телеканала «ТВ Центр-Краснодар» — краснодарского корпункта «ТВ Центра».
- 6 сентября — На телеканале «Россия» вышел первый выпуск информационной программы «Вести в субботу» с ведущим Сергеем Брилёвым.
- 8 сентября — Смена графического оформления телеканала «Россия».
- 12 сентября — Ребрендинг телеканала «Gameplay.TV» в «Первый Игровой».
- 13 сентября — Ребрендинг телеканала «Ракета ТВ» в «Teen TV».
- 15 сентября — Начало вещания международного музыкального телеканала «MTVNHD».
- 18 сентября — Смена логотипа и графического оформления «МУЗ-ТВ»: логотип был в виде радужной диаграммы, напоминающей букву М.
- 29 сентября — Смена логотипа и графического оформления московского телеканала «Столица».

## Октябрь
- 1 октября —
  - Начало полноценного вещания украинского развлекательного телеканала «Куй-ТБ»;
  - Начало вещания в России международного телеканала «SET».
- 6 октября —
  - Начало вещания польского развлекательного телеканала «Polsat Café»;
  - Началось полноценное вещание польского развлекательного телеканала «Polsat Play».
- 10 октября —
  - Начало вещания румынского телеканала «TVR3»;
  - Телеканал «НТВ» отмечал свой юбилей — 15 лет в эфире;
  - Начало вещания телеканала для всех жителей Биробиджана «СТС-Биробиджан».
- 12 октября — На «НТВ» вышел первый выпуск познавательно-развлекательной программы о ремонте на даче «Дачный ответ».
- 13 октября — На ДТВ вышел первый выпуск программы «Брачное чтиво».
- 14 октября — Начало вещания сирийского спутникового государственного телеканала «Сирийского образовательного телеканала».

#### Без точной даты
- Череповецкий «Канал 12» впервые провёл ребрендинг.

## Ноябрь
- 1 ноября —
  - Начало вещания специализированного коммерческого телеканала для гомосексуальных мужчин «TIMM»;
  - Смена логотипа и графического оформления украинского телеканала «НТН» в честь 4-летия.
- 2 ноября — Очередная смена логотипа «2х2».
- 3 ноября — Смена логотипа и графического оформления телеканала «Мир».
- 5 ноября — Начало вещания таджикского государственного информационного телеканала «Джахоннамо».
- 17 ноября — На «Первом канале» вышел первый выпуск программы-интервью (авторского ток-шоу) «Познер».
- 18 ноября — Начало вещания украинского спортивного телеканала «Футбол 1».
- 24 ноября — Премьера сериала «Глухарь» на «НТВ».
- 28 ноября — Начало вещания сербского государственного цифрового телеканала «РТС Digital».
- 30 ноября — Прекращение вещания российского регионального телеканала «Осетия».

## Декабрь
- 1 декабря —
  - Начало вещания информационно-аналитического телеканала «Эксперт ТВ»;
  - Смена логотипа и графического оформления российского музыкального телеканала «RU.TV»;
  - Телеканал «ТНТ» перешёл на круглосуточное вещание;
  - Телеканал «Вести» начал своё вещание во Владикавказе совместно с ГТРК «Алания».
- 2 декабря — Смена логотипа российского телеканала «2х2».
- 8 декабря — В Италии стали доступны телеканалы «Disney Junior» и «Cartoon Network».
- 12 декабря — Начало вещания казахского спортивного телеканала «KZ Sport 1».
- 22 декабря — Смена логотипа телеканала «Кинопоказ».
- 24 декабря —
  - Смена логотипа телеканала «Россия»;
  - Польский телеканал «TVR» начал своё вещание;
  - На «Первом канале», телеканалах «Россия», «Вести» и «НТВ» впервые состоялся самый первый эфир «Итогов года». В нём участвовали президент РФ Дмитрий Медведев, заместитель генерального директора ВГТРК Дмитрий Киселёв, главный редактор службы информации «НТВ» Татьяна Миткова и директор Дирекции информационных программ «Первого канала» Кирилл Клеймёнов.
- 27 декабря — Популярная телеигра «Кто хочет стать миллионером?» поменяла концепцию. Её ведущим снова стал Дмитрий Дибров. Также изменены заставка, музыкальное и графическое оформление игры и оформление студии. Снова появилась вторая несгораемая сумма в размере 100 000 руб. Мониторы отборочного тура стали сенсорными.
- 28 декабря — На «Пятом канале» вышел последний выпуск программы «Слабое звено» с Николаем Фоменко.
- 29 декабря — Смена логотипа телеканалов «Весёлое ТВ», «Zoo ТВ» и «Телепутешествия».
- 30 декабря — На телеканале «Россия» вышел последний выпуск программы «Дорожный патруль».

## Без даты
- Начало вещания армянского частного общественного телеканала «USArmenia». Это международная версия телеканала «Armenia TV», вещающая на территории США.
- Переименование болгарского «Канала 1» в «БНТ 1».
- Начало вещания частного македонского телеканала «К-15».
- Начало вещания македонского национального телеканала «Наша ТВ».
- Ильичёвский телеканал «ИТ-3» начал ретранслировать украинский телеканал «Кіно» вместо «NewsOne».[5]
- Прекращение вещания российского регионального телеканала «ТВ Центр-Рязань».

## Скончались

### Умерли
- 3 января — Александр Абдулов — ТВ-ведущий («Естественный отбор») и актёр, рак лёгких (злоупотреблял курением).
- 17 октября — Урмас Отт — ТВ-ведущий, инфаркт миокарда.
- 30 декабря — Вадим Медведев — ТВ-ведущий.

### Погибли
- 12 января — Геннадий Бачинский — ТВ-ведущий («Голые стены», «Правила съёма», «Стенка на стенку»), погиб в автокатастрофе в Тверской области на 69-м км автотрассы Р104 Сергиев Посад — Калязин[6].